# Fábio Nunes (ur. 1992)
Fábio Alexandre da Silva Nunes (ur. 24 lipca 1992 w Portimão) – portugalski piłkarz występujący na pozycji pomocnika.